# Pyhrn-Eisenwurzen Klinikum Steyr
Das Pyhrn-Eisenwurzen Klinikum Steyr (ehemals LKH Steyr) ist ein großes Krankenhaus der Oberösterreichischen Gesundheitsholding  in der Statutarstadt Steyr. Ein weiterer Standort befindet sich in Kirchdorf an der Krems (Pyhrn-Eisenwurzen Klinikum Kirchdorf). Das alte Hauptgebäude in Steyr steht unter Denkmalschutz.

## Geschichte
Das Krankenhaus Steyr geht auf das Jahr 1679 zurück, in dem die Stadt Steyr den Plauzenhof in Aichet als Pestlazarett ankaufte. 1849 erfolgte der Ausbau zum Spital mit 39 Betten. Um 1900 herrschte bereits Platzmangel im alten St.-Anna-Spital. Der Primararzt und Billroth-Schüler Viktor Klotz, damaliger ärztlicher Leiter, initiierte einen Neubau, der auch durch großzügige Spenden von Privatpersonen wie Bierbrauer Johann Haratzmüller und Therese Praschak wesentlich mitfinanziert wurde.
1916 wurde das Krankenhaus am heutigen Standort in der Sierninger Straße 170 eröffnet. Im selben Jahr erhielt das Krankenhaus das Öffentlichkeitsrecht, das St.-Anna-Spital wurde in der Folge als Infektionsabteilung verwendet. Die alte und neue Anstalt wurden zusammen als allgemeines öffentliches Krankenhaus betrieben. In den 1920er Jahren war das AKH Steyr wie viele andere Krankenanstalten vor finanzielle und andere Probleme (z. B. Platzmangel) gestellt. 1930 verkaufte die Stadt Steyr das Krankenhaus aus finanziellen Gründen an das Land Oberösterreich, es wurde somit zur Landeskrankenanstalt. Ab 1935 wurden sukzessive neue Abteilungen und Stationen gegründet und Zubauten errichtet, so etwa ein neuer Infektionspavillon. Das St.-Anna-Spital wurde 1935 dem Orden der Barmherzigen Schwestern vom hl. Vinzenz von Paul in Wien verkauft.
Im Jahr 2006 wurden die Neubauten Haus 1 und Haus 11 (Abteilungen für Orthopädie, HNO, Unfallchirurgie, OP und ein Wirtschaftsgebäude) sowie das Parkhaus eröffnet.
Im Oktober 2018 beschloss der Aufsichtsrat der Landes-Spitalsholding Gespag die Krankenhäuser Steyr und Kirchdorf an der Krems mit 1. Jänner 2020 zum Pyhrn-Eisenwurzen Klinikum mit zwei Standorten zu verschmelzen.
Das  Pyhrn-Eisenwurzen Klinikum ist ein Lehrkrankenhaus der Medizinischen Universität Innsbruck, der Medizinischen Universität Graz und der Medizinischen Universität Wien.

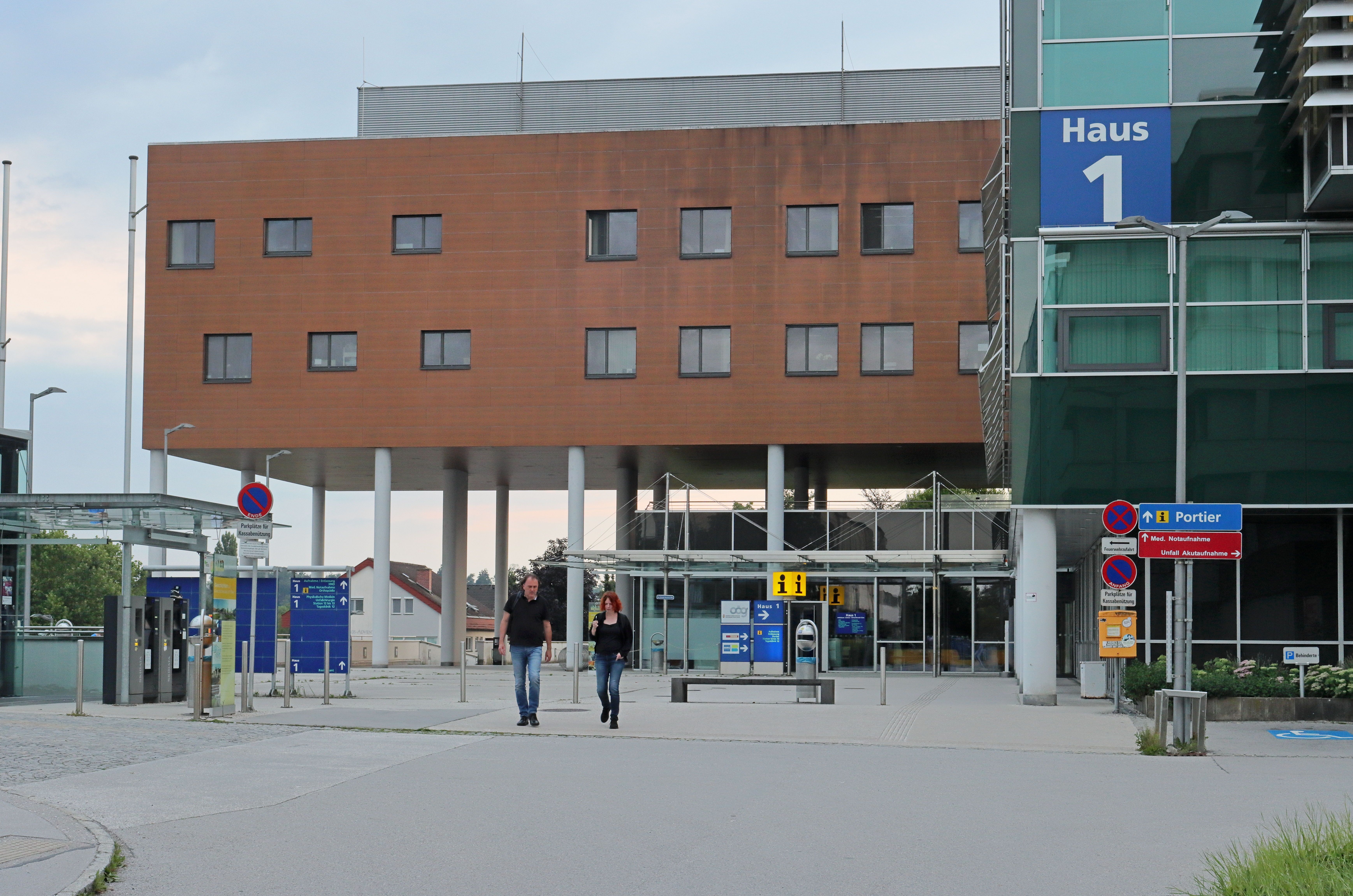
Haus 1 mit Eingangsbereich
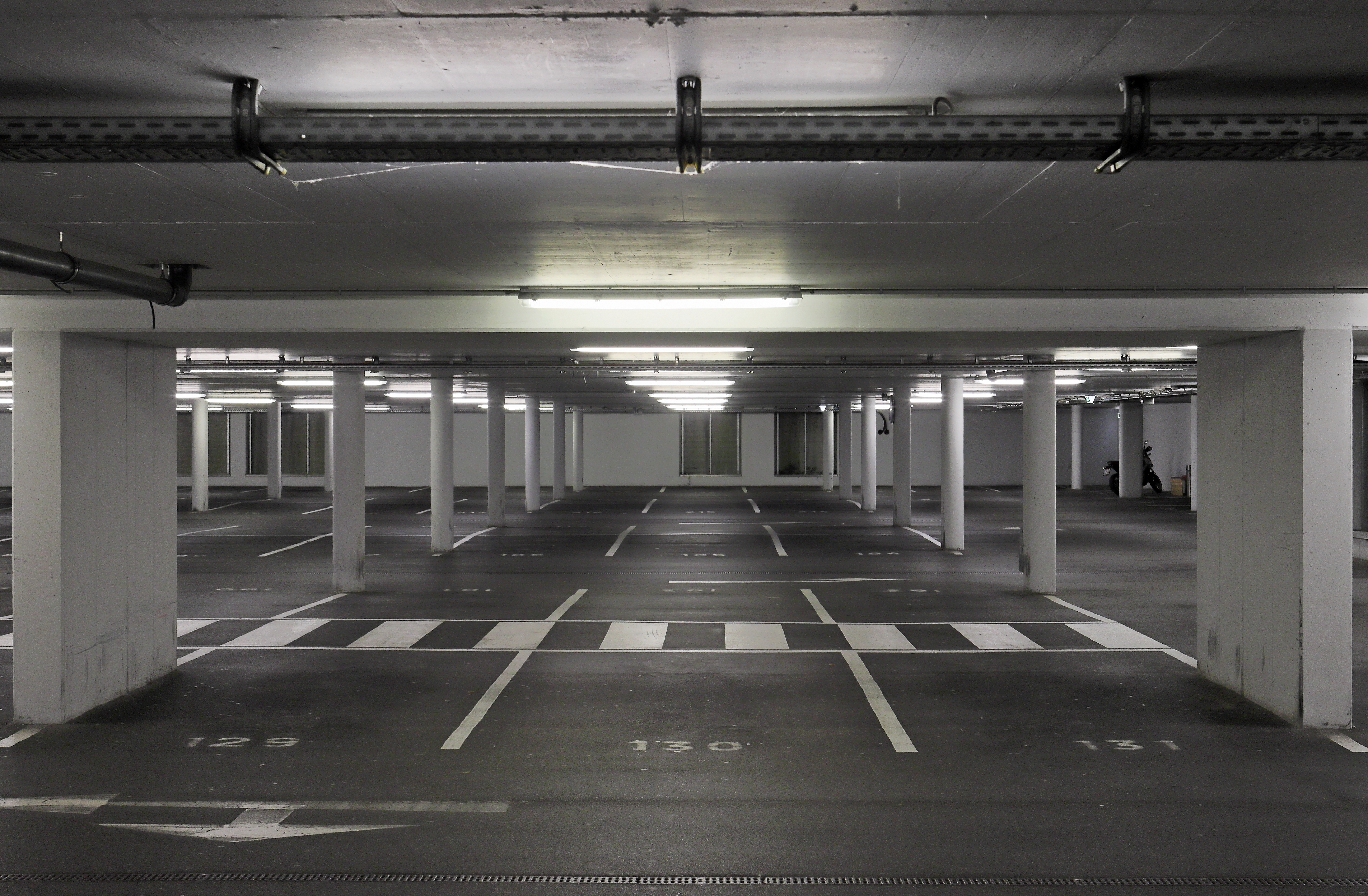
Innenansicht des Parkhauses

## Architektur
Das Hauptgebäude wurde 1913 bis 1916 nach Plänen des Wiener Architekten Hans Schimitzek im Heimatstil errichtet. Es ist ein dominanter dreigeschoßiger, stark gegliederter Bau auf unregelmäßiger Grundfläche. In der Gesamterscheinung den Heimatstil vertretend. Die Dachlandschaft ist durch Mansard- und Krüppelwalmdächer geprägt. Symmetrischer Aufbau, zehnachsiger Mittelteil mit zweigeschoßigem mittig situiertem Giebel. Das erste Giebelgeschoß fünf-, das zweite Giebelgeschoß dreiachsig. Im ersten Obergeschoß drei große segmentbogige Öffnungen zu einer großen Terrasse. Diese weist nach Süden hin drei Rundbogenöffnungen auf, zur mittleren Öffnung führt eine Treppenanlage. Seitlich je eine rundbogige Öffnung, die ursprünglich der Zu- und Abfahrt dienten. Das Dach wird durch einen polygonalen Uhrturm akzentuiert. Seitlich schließt an den Mittelteil ein leicht zurückversetzter einachsiger Bauteil mit Terrasse im ersten Obergeschoß und Balkon im darüber liegenden Geschoß an. Es folgt ein weiterer vierachsiger Bauteil mit zweigeschoßigem Giebel. Schlichtes Kordongesims zwischen Erd- und erstem Obergeschoß. Der Giebel vier- bzw. dreiachsig. Im unteren Giebelgeschoß mittig situierter kleiner Balkon. An der jeweils äußeren Gebäudekante dieser Bauteile befindet sich ein viergeschoßiger polygonaler Eckturm mit abschließender Haube. Zwei jeweils achtachsige zurückversetzte Baukörper schließen das Hauptgebäude ab. Bei diesen beiden Eckgebäuden im Dachbereich jeweils eine mittig situierte gerundet ausgeführte Dachgaupe.
Beim Eingang in Haus „2“ befindet sich links ein bei Bauarbeiten am Gelände aufgefundener sekundär angebrachter rotmarmorner Wandbrunnen aus der Renaissancezeit.
Im Patientenpark bei Haus „1“ (Westseite) befindet sich eine gotische Bildsäule mit der Jahreszahl 1509, das sogenannte Urlaubskreuz. Die Säule stand zuvor am Platz des 2006 eröffneten Parkhauses und wurde 2008 im Patientenpark neu aufgestellt.

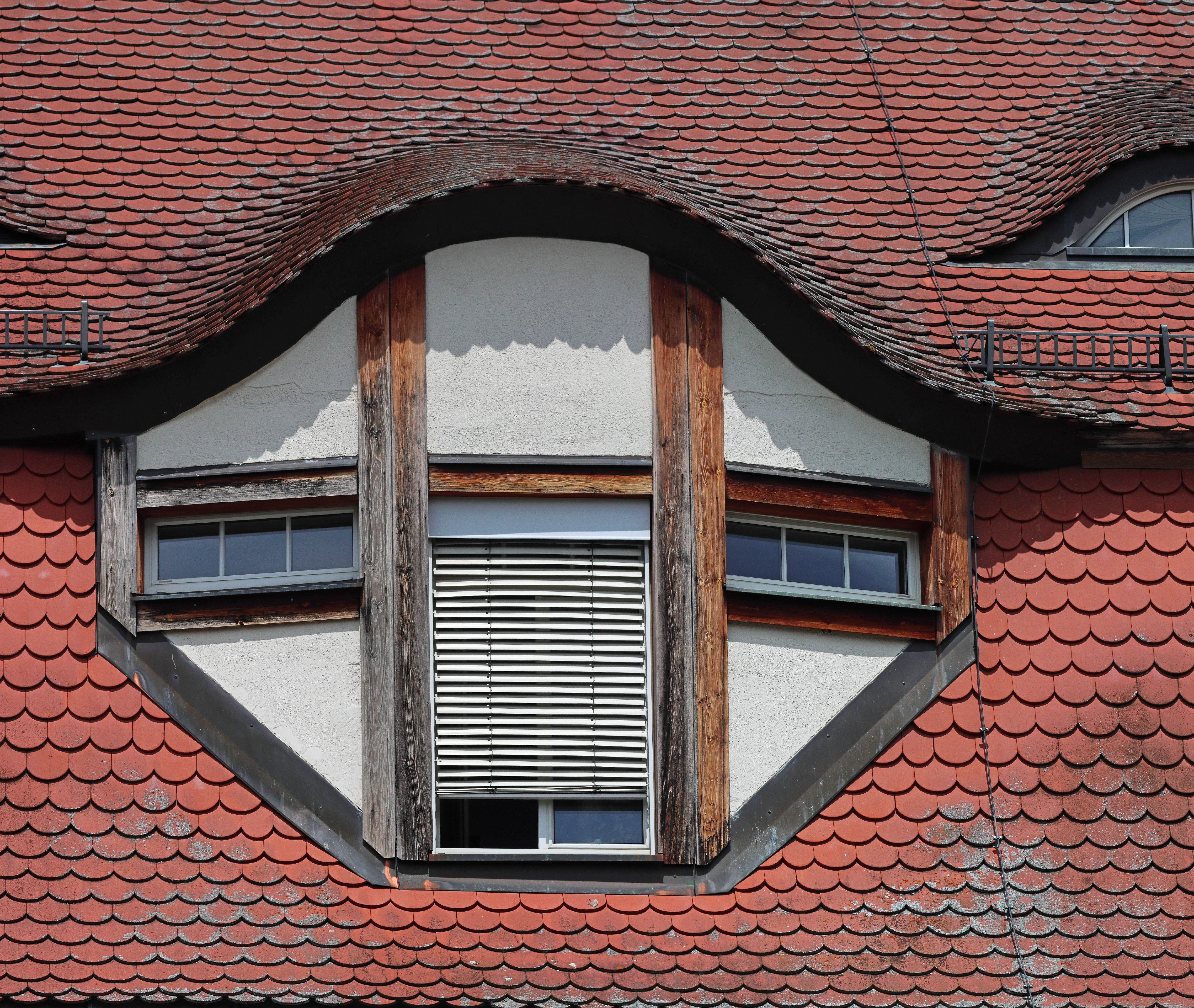
Eine der beiden großen Dachgaupen
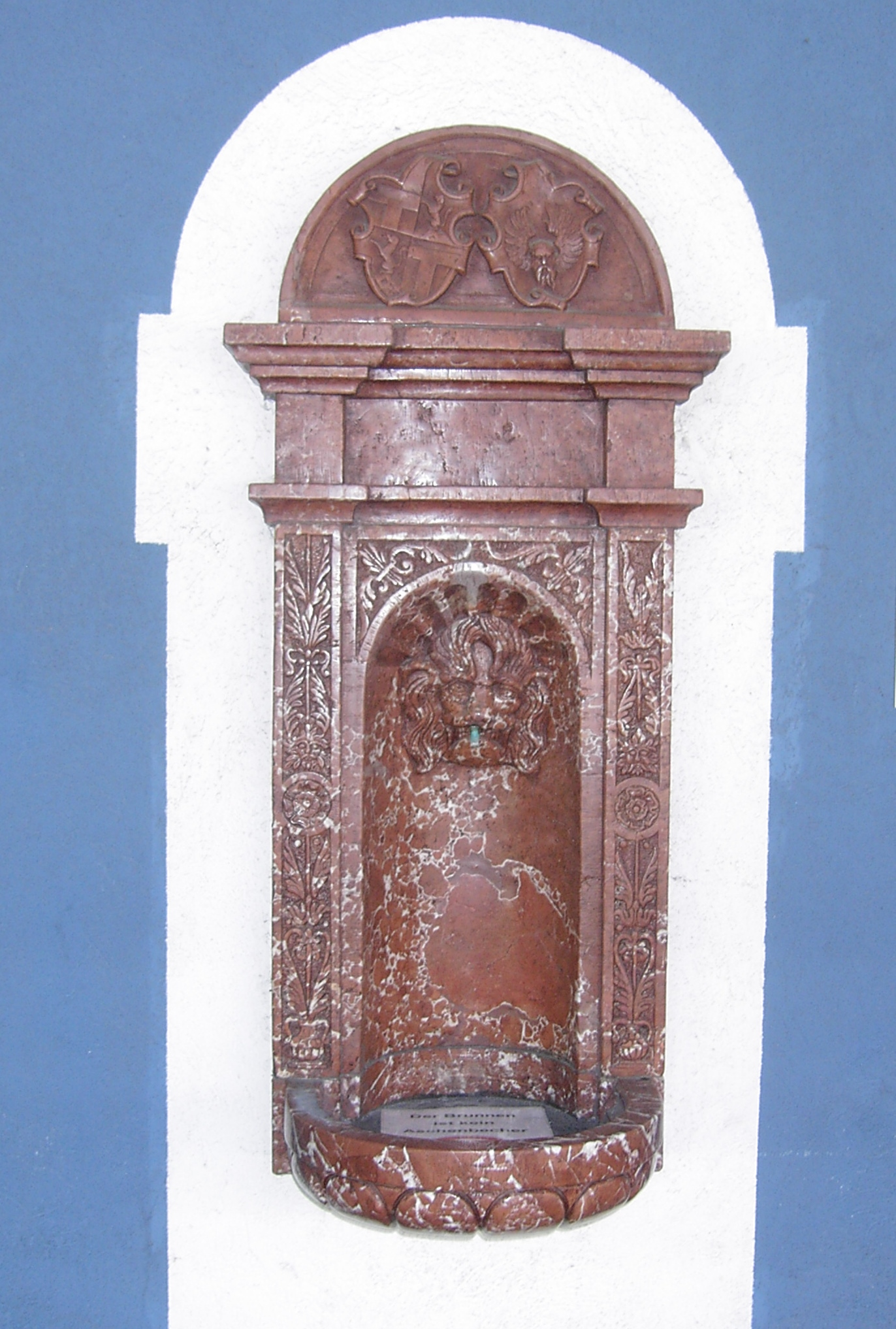
Wandbrunnen bei Haus 2
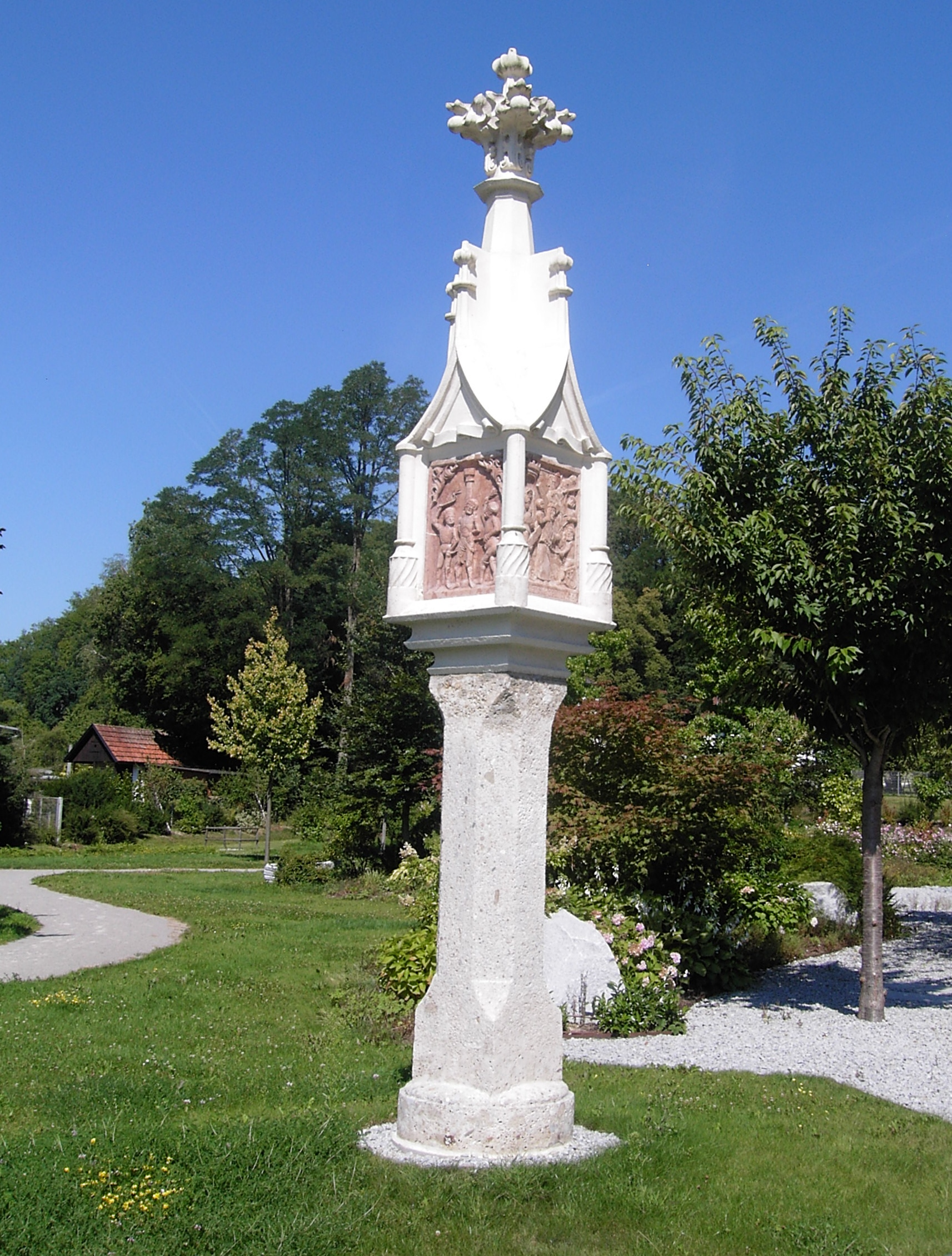
Lichtsäule im Patientenpark